# Cefeu (filho de Aleu)
Cefeu, na mitologia grega, foi um personagem associado a Tégea na Arcádia.
Afeidas foi o pai de Aleu, e este casou-se com Neera, filha de Pereu, filho de Élato e Laódice, filha de Cíniras. Aleu e Neera foram os pais de Auge, Cefeu e Licurgo.
Aleu foi o fundador de Tégea, que se tornou a capital do seu reino, sendo sucedido por seu filho mais velho Licurgo.
Pseudo-Apolodoro enumera, na lista dos participantes da caçada ao javali de Calidão, Anceu e Cefeu, filhos de Licurgo. Pierre Grimal considera que Cefeu, filho de Licurgo, e Cefeu, filho de Aleu são o mesmo personagem, mas William Smith considera que são dois personagens distintos.
Cefeu foi um dos argonautas, junto com seu irmão Anfidamas. Aleu não queria que Anceu, filho de Licurgo, fosse na expedição, mas ele foi vestido com a pele de um urso, e levando um machado de dois gumes como arma.
Cefeu recebeu de Atena um presente, de que Tégea nunca seria capturada; Atena deu a Cefeu um cacho do cabelo da Medusa para guardar a cidade. Este cacho estava com Héracles, e ele entregou-o a Estérope, filha de Cefeu, antes da campanha contra Hipocoonte.
Cefeu lutou, com seus vinte filhos, na batalha que Héracles travou contra Esparta, para libertá-la de Hipocoonte; na batalha, morreram Cefeu e quase todos seus filhos, sobrevivendo apenas três. Foi na sequência da batalha que Héracles, passando por Tégea, seduziu Auge, filha de Aleu.
Érope, filha de Cefeu, engravidou de Ares, mas morreu no parto; mas o bebê continuou sugando e obtendo leite abundante da mãe morta, pela vontade de Ares.
A cidade de Mantineia, fundada por Mantineu, filho de Licaão, foi abandonada e seus habitantes movidos, liderados por Antinoé, filha de Cefeu; ela foi guiada em sua jornada por uma cobra, por isso o rio que corria por Mantineia se chamava Ofis (cobra).
Após a morte de Licurgo, irmão de Cefeu e rei de Tégea, o reino passou para Équemo, filho de Éropo, filho de Cefeu.